# Бажуково (остановочный пункт)
Бажуково — остановочный пункт Свердловской железной дороги в посёлке Бажуково Нижнесергинского района Свердловской области, на 302-м километре участка Дружинино — Михайловский Завод неэлектрифицированной ветки Калино — Михайловский Завод.
На 2023 год через Бажуково по выходным курсируют пары пригородных поездов Дружинино — Михайловский Завод и Михайловский Завод Дружинино, а также пары пригородных дизель-поездов «Орлан».
Остановочный пункт Бажуково удобен для посещения парка «Оленьи Ручьи».